# كولومبيا في الألعاب الأولمبية
كولومبيا في الألعاب الأولمبية تعتبر الألعاب الأولمبية من الأحداث الرياضية المهمة في كولومبيا، تقوم اللجنة الأولمبية الكولومبية بالإشراف في شؤون مشاركات كولومبيا في الألعاب الأولمبية، أول مشاركة لكولومبيا في الألعاب الأولمبية كانت في دورة 1932 في لوس أنجلوس في الولايات المتحدة حيث شاركت برياضي واحد وتمكنت من الفوز بأول ميدالية لها في دورة 1972 في ميونخ في ألمانيا الغربية، تم، فازت كولومبيا بمشوارها الأولمبي بمجموع 19 ميداليتين ذهبيتين و6 ميداليات فضية و11 برونزية، أكثر الرياضات التي تنافس فيها كولومبيا هي سباق الدراجات الهوائية ورفع الأثقال وسباق الدراجات الهوائية.